# Legislatura 2024-2028 (Senat)
Mai jos este lista celor 134 de senatori români din legislatura 2024-2028.
| Număr | Prenume și nume                        | Circumscripția electorală | Circumscripția electorală | Partid                                 |
| ----- | -------------------------------------- | ------------------------- | ------------------------- | -------------------------------------- |
| 1     | Claudiu-Vasile Răcuci                  | Alba                      | 1                         | Partidul Național Liberal              |
| 2     | Andrei Dîrlău                          | Alba                      | 1                         | Alianța pentru Unirea Românilor        |
| 3     | Glad-Aurel Varga                       | Arad                      | 2                         | Partidul Național Liberal              |
| 4     | Razvan-Paul Anghel                     | Arad                      | 2                         | Uniunea Salvați România                |
| 5     | Teofil Parasca                         | Arad                      | 2                         | Alianța pentru Unirea Românilor        |
| 6     | Ovidiu Puiu                            | Argeș                     | 3                         | Partidul Social Democrat               |
| 7     | Mihai Coteț                            | Argeș                     | 3                         | Partidul Național Liberal              |
| 8     | Ion-Narcis Mircescu                    | Argeș                     | 3                         | Uniunea Salvați România                |
| 9     | Mircia Chelaru                         | Argeș                     | 3                         | Alianța pentru Unirea Românilor        |
| 10    | Cătălin-Daniel Fenechiu                | Bacău                     | 4                         | Partidul Național Liberal              |
| 11    | Sebastian Cernic                       | Bacău                     | 4                         | Uniunea Salvați România                |
| 12    | Daniela Ștefănescu                     | Bacău                     | 4                         | Alianța pentru Unirea Românilor        |
| 13    | Ionel Floroiu                          | Bacău                     | 4                         | Partidul Social Democrat               |
| 14    | Attila-Zoltan Cseke                    | Bihor                     | 5                         | Uniunea Democrată Maghiară din România |
| 15    | Ilie-Gavril Bolojan                    | Bihor                     | 5                         | Partidul Național Liberal              |
| 16    | Gheorghe-Ioan Bota                     | Bihor                     | 5                         | Partidul Național Liberal              |
| 17    | Aurel-George Mohan                     | Bihor                     | 5                         | Partidul Social Democrat               |
| 18    | Nicolae Moldovan                       | Bistrița-Năsăud           | 6                         | Partidul Social Democrat               |
| 19    | Liviu Sorin Robe                       | Bistrița-Năsăud           | 6                         | Partidul Oamenilor Tineri              |
| 20    | Ovidiu Jitaru                          | Botoșani                  | 7                         | Partidul Național Liberal              |
| 21    | Cătălin Silegeanu                      | Botoșani                  | 7                         | Alianța pentru Unirea Românilor        |
| 22    | Doina-Elena Federovici                 | Botoșani                  | 7                         | Partidul Social Democrat               |
| 23    | Ambrozie-Irineu Darău                  | Brașov                    | 8                         | Uniunea Salvați România                |
| 24    | Marius-Alexandru Dunca                 | Brașov                    | 8                         | Partidul Social Democrat               |
| 25    | Dorina Barcari                         | Brașov                    | 8                         | Alianța pentru Unirea Românilor        |
| 26    | Mihail Veștea                          | Brașov                    | 8                         | Partidul Național Liberal              |
| 27    | Sorin Moise                            | Brăila                    | 9                         | Partidul Social Democrat               |
| 28    | Dorin-Silviu Petrea                    | Brăila                    | 9                         | S.O.S. România                         |
| 29    | Valentin Roman                         | Buzău                     | 10                        | Alianța pentru Unirea Românilor        |
| 30    | Lucian Romașcanu                       | Buzău                     | 10                        | Partidul Social Democrat               |
| 31    | Carmen Orban                           | Buzău                     | 10                        | Partidul Social Democrat               |
| 32    | Luca Mălăiescu                         | Caraș-Severin             | 11                        | Partidul Social Democrat               |
| 33    | Gheorghe Vela                          | Caraș-Severin             | 11                        | Partidul Oamenilor Tineri              |
| 34    | Daniela Mihai                          | Călărași                  | 12                        | Partidul Social Democrat               |
| 35    | Ioan-Cristian Rusu                     | Călărași                  | 12                        | S.O.S. România                         |
| 36    | Vasile-Ciprian Rus                     | Cluj                      | 13                        | Uniunea Salvați România                |
| 37    | Mircea Abrudean                        | Cluj                      | 13                        | Partidul Național Liberal              |
| 38    | Eugen-Cristian ȘipoșSilviu-Iulian Coșa | Cluj                      | 13                        | Alianța pentru Unirea Românilor        |
| 39    | Istvan-Szilard Tasnadi                 | Cluj                      | 13                        | Uniunea Democrată Maghiară din România |
| 40    | Eugen-Remus Negoi                      | Constanța                 | 14                        | Uniunea Salvați România                |
| 41    | Felix Stroe                            | Constanța                 | 14                        | Partidul Social Democrat               |
| 42    | Silviu-Iulian Coșa                     | Constanța                 | 14                        | Partidul Național Liberal              |
| 43    | Nicolae Vlahu                          | Constanța                 | 14                        | Alianța pentru Unirea Românilor        |
| 44    | Clement Sava                           | Constanța                 | 14                        | S.O.S. România                         |
| 45    | László-Ödön Fejér                      | Covasna                   | 15                        | Uniunea Democrată Maghiară din România |
| 46    | Ágota Kondor                           | Covasna                   | 15                        | Uniunea Democrată Maghiară din România |
| 47    | Titus Corlățean                        | Dâmbovița                 | 16                        | Partidul Social Democrat               |
| 48    | Elena-Adelina Dobra                    | Dâmbovița                 | 16                        | Uniunea Salvați România                |
| 49    | Ciprian Iacob                          | Dâmbovița                 | 16                        | Alianța pentru Unirea Românilor        |
| 50    | Marian Vasile                          | Dolj                      | 17                        | Alianța pentru Unirea Românilor        |
| 51    | Alexandra Presură                      | Dolj                      | 17                        | Partidul Social Democrat               |
| 52    | Alina-Elena Tănăsescu                  | Dolj                      | 17                        | Partidul Social Democrat               |
| 53    | Nicolae-Ionel Ciucă                    | Dolj                      | 17                        | Partidul Național Liberal              |
| 54    | Gheorghe Ștefănache                    | Galați                    | 18                        | Uniunea Salvați România                |
| 55    | Marius Humelnicu                       | Galați                    | 18                        | Partidul Social Democrat               |
| 56    | Rodica Constantinescu                  | Galați                    | 18                        | Alianța pentru Unirea Românilor        |
| 57    | Olga Onea                              | Galați                    | 18                        | S.O.S. România                         |
| 58    | Maria-Gabriela Horga                   | Giurgiu                   | 19                        | Partidul Național Liberal              |
| 59    | Ion-Cristinel Rujan                    | Gorj                      | 20                        | Partidul Social Democrat               |
| 60    | Mircea-Ionuț Sandu                     | Gorj                      | 20                        | Alianța pentru Unirea Românilor        |
| 61    | Barna Tánczos                          | Harghita                  | 21                        | Uniunea Democrată Maghiară din România |
| 62    | István-Loránt Antal                    | Harghita                  | 21                        | Uniunea Democrată Maghiară din România |
| 63    | Cornel-Cristian Resmeriță              | Hunedoara                 | 22                        | Partidul Social Democrat               |
| 64    | Vasilică Potecă                        | Hunedoara                 | 22                        | Alianța pentru Unirea Românilor        |
| 65    | Călin-Petru Marian                     | Hunedoara                 | 22                        | Partidul Național Liberal              |
| 66    | Grigore-Adrian Peiu                    | Ialomița                  | 23                        | S.O.S. România                         |
| 67    | Petrică Lucian Rusu                    | Iași                      | 24                        | Partidul Național Liberal              |
| 68    | Marius Bodea                           | Iași                      | 24                        | Uniunea Salvați România                |
| 69    | Dan Cașcaval                           | Iași                      | 24                        | Partidul Social Democrat               |
| 70    | Claudiu Târziu                         | Iași                      | 24                        | Alianța pentru Unirea Românilor        |
| 71    | Dumitru Manea                          | Iași                      | 24                        | S.O.S. România                         |
| 72    | Nicoleta Pauliuc                       | Ilfov                     | 25                        | Partidul Național Liberal              |
| 73    | Ana-Cynthia-Ioana Păun                 | Ilfov                     | 25                        | Uniunea Salvați România                |
| 74    | Cristian-Augustin Niculescu-Țâgârlaș   | Maramureș                 | 26                        | Partidul Național Liberal              |
| 75    | Sorin Vlașin                           | Maramureș                 | 26                        | Partidul Social Democrat               |
| 76    | Costache Chertif                       | Maramureș                 | 26                        | Alianța pentru Unirea Românilor        |
| 77    | Liviu-Lucian Mazilu                    | Mehedinți                 | 27                        | Partidul Social Democrat               |
| 78    | Oana-Constantina Buzatu                | Mehedinți                 | 27                        | Partidul Social Democrat               |
| 79    | Cristian Vântu                         | Mureș                     | 28                        | Alianța pentru Unirea Românilor        |
| 80    | Lucian Mărginean                       | Mureș                     | 28                        | Partidul Social Democrat               |
| 81    | Levente Novak                          | Mureș                     | 28                        | Uniunea Democrată Maghiară din România |
| 82    | Károly-Zsolt Császár                   | Mureș                     | 28                        | Uniunea Democrată Maghiară din România |
| 83    | Răducu-Adrian Păduraru                 | Neamț                     | 29                        | Partidul Social Democrat               |
| 84    | Sorin Lavric                           | Neamț                     | 29                        | Alianța pentru Unirea Românilor        |
| 85    | Daniel-Paul-Romeo Gheorghe             | Neamț                     | 29                        | S.O.S. România                         |
| 86    | Cezar Petre                            | Olt                       | 30                        | Alianța pentru Unirea Românilor        |
| 87    | Paul Stănescu                          | Olt                       | 30                        | Partidul Social Democrat               |
| 88    | Robert-Daniel Ghiță                    | Olt                       | 30                        | Partidul Oamenilor Tineri              |
| 89    | Aurel Oprinoiu                         | Prahova                   | 31                        | Uniunea Salvați România                |
| 90    | Laurențiu Plăeșu                       | Prahova                   | 31                        | Alianța pentru Unirea Românilor        |
| 91    | Florin-Nicolae Jianu                   | Prahova                   | 31                        | Partidul Social Democrat               |
| 92    | Marian-Cătălin Predoiu                 | Prahova                   | 31                        | Partidul Național Liberal              |
| 93    | Ninel Peia                             | Prahova                   | 31                        | S.O.S. România                         |
| 94    | Lóránd Turos                           | Satu Mare                 | 32                        | Uniunea Democrată Maghiară din România |
| 95    | Maté Kovács                            | Satu Mare                 | 32                        | Uniunea Democrată Maghiară din România |
| 96    | Liviu-Iulian Fodoca                    | Sălaj                     | 33                        | Partidul Oamenilor Tineri              |
| 97    | Paul-Ciprian Pintea                    | Sălaj                     | 33                        | Partidul Oamenilor Tineri              |
| 98    | Nicolae Neagu                          | Sibiu                     | 34                        | Partidul Național Liberal              |
| 99    | Luminița Păucean-Fernandes             | Sibiu                     | 34                        | Alianța pentru Unirea Românilor        |
| 100   | Ruxandra Cibu Deaconu                  | Sibiu                     | 34                        | Uniunea Salvați România                |
| 101   | Gheorghe Flutur                        | Suceava                   | 35                        | Partidul Național Liberal              |
| 102   | Ioan Stan                              | Suceava                   | 35                        | Partidul Social Democrat               |
| 103   | Virgiliu-George Vlăescu                | Suceava                   | 35                        | Alianța pentru Unirea Românilor        |
| 104   | Rodica Cușnir                          | Suceava                   | 35                        | S.O.S. România                         |
| 105   | Claudiu-Daniel Catană                  | Teleorman                 | 36                        | Partidul Social Democrat               |
| 106   | Ionuț-Ciprian Ciuperceanu              | Teleorman                 | 36                        | Partidul Social Democrat               |
| 107   | Ciprian-Titi Stoica                    | Timiș                     | 37                        | Alianța pentru Unirea Românilor        |
| 108   | Sorin-Gheorghe Șipoș                   | Timiș                     | 37                        | Uniunea Salvați România                |
| 109   | Vasile Blaga                           | Timiș                     | 37                        | Partidul Național Liberal              |
| 110   | Eugen Dogariu                          | Timiș                     | 37                        | Partidul Social Democrat               |
| 111   | Ștefan Borțun                          | Tulcea                    | 38                        | Partidul Oamenilor Tineri              |
| 112   | Ionel Carp                             | Tulcea                    | 38                        | S.O.S. România                         |
| 113   | Cătălin-Emil Mîndru                    | Vaslui                    | 39                        | Uniunea Salvați România                |
| 114   | Victoria Stoiciu                       | Vaslui                    | 39                        | Partidul Social Democrat               |
| 115   | Cristian Bem                           | Vaslui                    | 39                        | S.O.S. România                         |
| 116   | Dumitru Spau                           | Vâlcea                    | 40                        | Alianța pentru Unirea Românilor        |
| 117   | Andra Bică                             | Vâlcea                    | 40                        | Partidul Social Democrat               |
| 118   | Corneliu Negru                         | Vrancea                   | 41                        | Alianța pentru Unirea Românilor        |
| 119   | Cătălin Graur                          | Vrancea                   | 41                        | Partidul Social Democrat               |
| 120   | Petrișor Peiu                          | Municipiul București      | 42                        | Alianța pentru Unirea Românilor        |
| 121   | Niculina Stelea                        | Municipiul București      | 42                        | Alianța pentru Unirea Românilor        |
| 122   | Sorin Cîmpeanu                         | Municipiul București      | 42                        | Partidul Național Liberal              |
| 123   | Monica Anisie                          | Municipiul București      | 42                        | Partidul Național Liberal              |
| 124   | Elena-Simona Spătaru                   | Municipiul București      | 42                        | Uniunea Salvați România                |
| 125   | Cristian Ghinea                        | Municipiul București      | 42                        | Uniunea Salvați România                |
| 126   | Ștefan Pălărie                         | Municipiul București      | 42                        | Uniunea Salvați România                |
| 127   | Violeta Alexandru                      | Municipiul București      | 42                        | Uniunea Salvați România                |
| 128   | Adrian Streinu-Cercel                  | Municipiul București      | 42                        | Partidul Social Democrat               |
| 129   | Robert Cazanciuc                       | Municipiul București      | 42                        | Partidul Social Democrat               |
| 130   | Daniel-Cătălin Zamfir                  | Municipiul București      | 42                        | Partidul Social Democrat               |
| 131   | Diana Șoșoacă                          | Municipiul București      | 42                        | S.O.S. România                         |
| 132   | Mariana-Vali Aldea                     | Municipiul București      | 42                        | Partidul Oamenilor Tineri              |
| 133   | George-Cătălin Bochileanu              | Diaspora                  | 43                        | Uniunea Salvați România                |
| 134   | Ștefan Geamănu                         | Diaspora                  | 43                        | Alianța pentru Unirea Românilor        |

## Partide politice
| Partid                                 | Senatori | Procentaj |
| -------------------------------------- | -------- | --------- |
| Partidul Social Democrat               | 36       | 27%       |
| Alianța pentru Unirea Românilor        | 28       | 21%       |
| Partidul Național Liberal              | 22       | 16%       |
| Uniunea Salvați România                | 19       | 14%       |
| S.O.S. România                         | 12       | 9%        |
| Uniunea Democrată Maghiară din România | 10       | 7%        |
| Partidul Oamenilor Tineri              | 7        | 5%        |
| Total                                  | 134      | 134       |